# BMW E30 (M3)
Die erste M3-Baureihe wurde der Weltöffentlichkeit erstmals auf der internationalen Automobil-Ausstellung in Frankfurt im Jahre 1985 vorgestellt. Er diente in erster Linie als Homologationsmodell für die Deutsche Tourenwagen-Meisterschaft (DTM) und basierte auf der Baureihe E30. Jedoch war die Nachfrage von Anfang an so groß, dass er in weit größerer Stückzahl als ursprünglich geplant hergestellt und verkauft wurde. Im Jahre 1986 wurde der erste BMW M3 serienmäßig produziert, der bei der BMW-Tochterfirma BMW M GmbH gefertigt wurde.
Der Mercedes 190 E (2.3-16 mit 136 kW/185 PS, ab 1987 als 2.5-16 mit 150 kW/204 PS) war die einzige echte Konkurrenz des M3.

## Technik
Als Motor wurde ein Vierzylinder-Vierventil-Motor mit der Bezeichnung S14 verwendet. Dieser ist eine Kombination aus einem Motorblock des BMW M10 und einem gekürzten Zylinderkopf des ursprünglich im BMW M1 verwendeten Sechszylinder-Motors BMW M88. Der S14B23 mit 2302 cm³ leistet 143–162 kW (195–220 PS), der spätere S14B25 im Sport Evolution 2 mit 2467 cm³ leistet 175 kW/238 PS. Der Motor wurde ursprünglich von dem Rennfahrer Alexander von Falkenhausen entworfen.
Der erste Gang des Fünfganggetriebes liegt übrigens – wie damals im Rennsport üblich – unten links, womit dann jeweils der zweite und dritte bzw. der vierte und fünfte Gang in einer Ebene liegen.
Der BMW M3 war zunächst nur als Coupe lieferbar, während das Cabriolet im Mai 1988 folgte.
Die Karosserieform wurde für den M3 stark verändert, um unter anderem die Verwindungssteifigkeit, den cw-Wert und die Fahrdynamik weiter zu verbessern. Die Rennsporttauglichkeit stand im Vordergrund, daher konnten Einschränkungen beim Komfort und den Produktionskosten gemacht werden. Zu den Modifikationen gehörten auffällige Kotflügelverbreiterungen um eine breitere Spur zu ermöglichen.
Der Frontspoiler, die Heckschürze, Schwellerverkleidungen, sowie Änderungen der Karosserie im Bereich der Heckscheibe (etwas breitere und flachere C-Säule) und des Kofferraumdeckels verbesserten die Aerodynamik. Die Heckscheibe wurde aus aerodynamischen Gründen flacher angesetzt und die Heckklappe aus leichtem, glasfaserverstärktem Kunststoff gefertigt und für eine bessere Luftströmung um ca. 40 mm erhöht. Durch die Änderungen im Heckbereich wurden geringere Auftriebskräfte und ein besserer Geradeauslauf erreicht. Außerdem wurde die Frontscheibe eingeklebt – und nicht wie bei den anderen E30-Modellen mit einem Scheibengummi und Keder eingefasst. Dadurch erreichte der M3 einen relativ niedrigen cw-Wert von 0,33 anstatt 0,38 wie beim normalen Modell. Unter anderem sind meist an der C-Säule die nachträglichen Umbauten normaler 3er auf die M3-Version zu identifizieren.
Des Weiteren wurde der 62-l-Tank auf 70 l vergrößert, womit das Kofferraumvolumen von 425 auf 404 Liter schrumpfte. Im Innenraum sind die Änderungen weniger auffällig; die Verbrauchsanzeige wich einem Ölthermometer, außerdem gab es serienmäßige Sportsitze.
Exklusiv für Italien wurde ein 320is auf Basis des M3-Motors und der normalen E30-Karosserie und Fahrwerkskomponenten entwickelt und auch nur dort offiziell und nur ohne Katalysator angeboten. Für Fahrzeuge mit Motoren, die über mehr als 2 Liter Hubraum verfügen, war zu der Zeit und ist auch heute noch in Italien eine hohe „Luxussteuer“ fällig, weshalb diese Besonderheit für den italienischen Markt erschien. Diese Version wird inoffiziell als „Kleiner M3“ oder „Italo-M3“ bezeichnet. Die Motorleistung des S14B20 von 141 kW (192 PS)/6900 min−1 und 210 Nm/4900 min−1 bei einem Hubraum von knapp 2 Liter ist auch 20 bis 25 Jahre später noch beachtlich. Daher fanden als Reimporte einige den Weg zurück nach Deutschland, wo sie noch immer hauptsächlich im Motorsport eingesetzt werden und sehr erfolgreich waren und noch immer sind.
Im Herbst 1990 wurde die Fertigung der Coupe Variante eingestellt, während das Cabriolet noch bis Mitte 1991 produziert wurde.

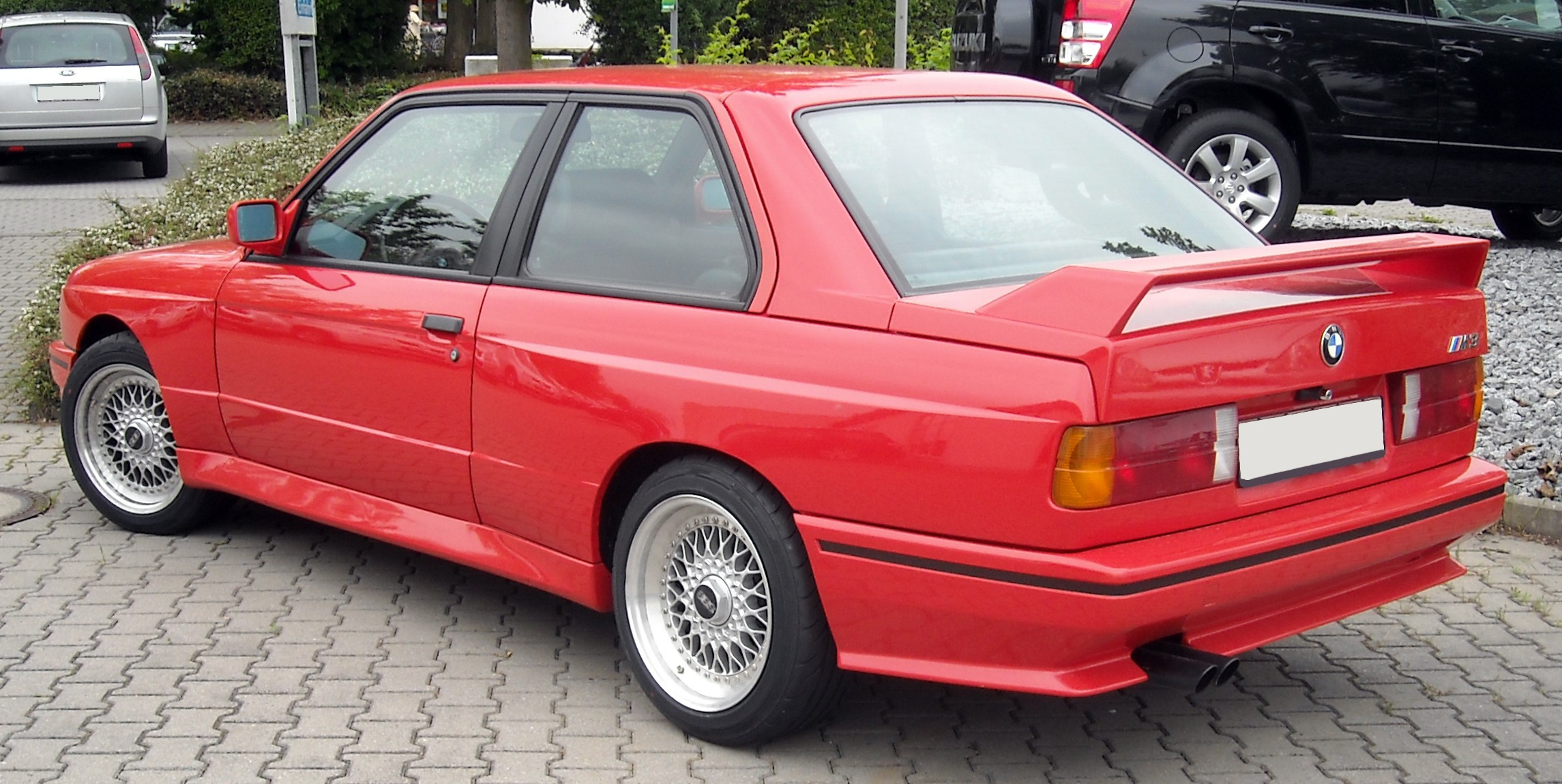
Heckansicht des M3
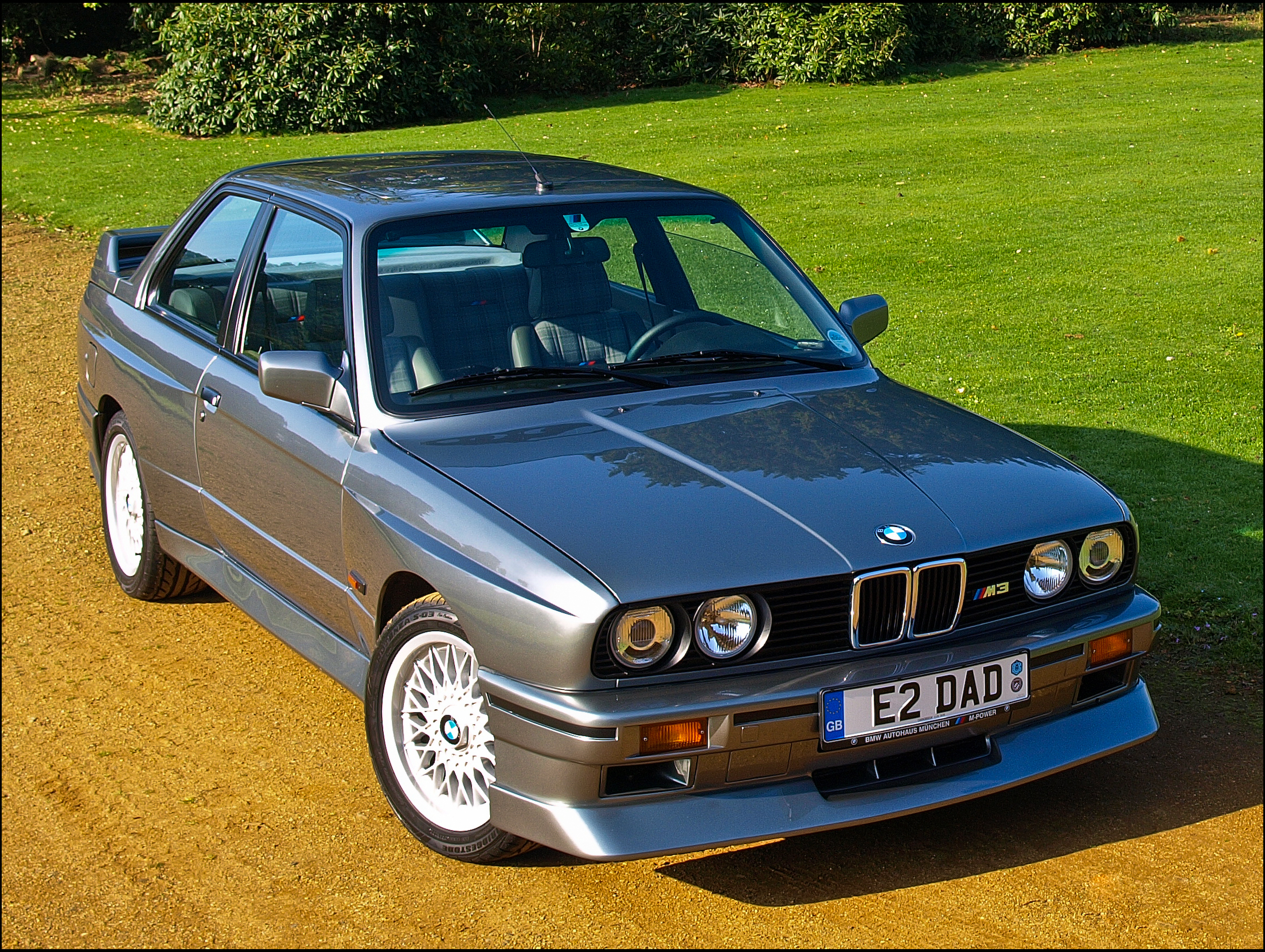
BMW M3 Evolution II (1988–1990), Sondermodell
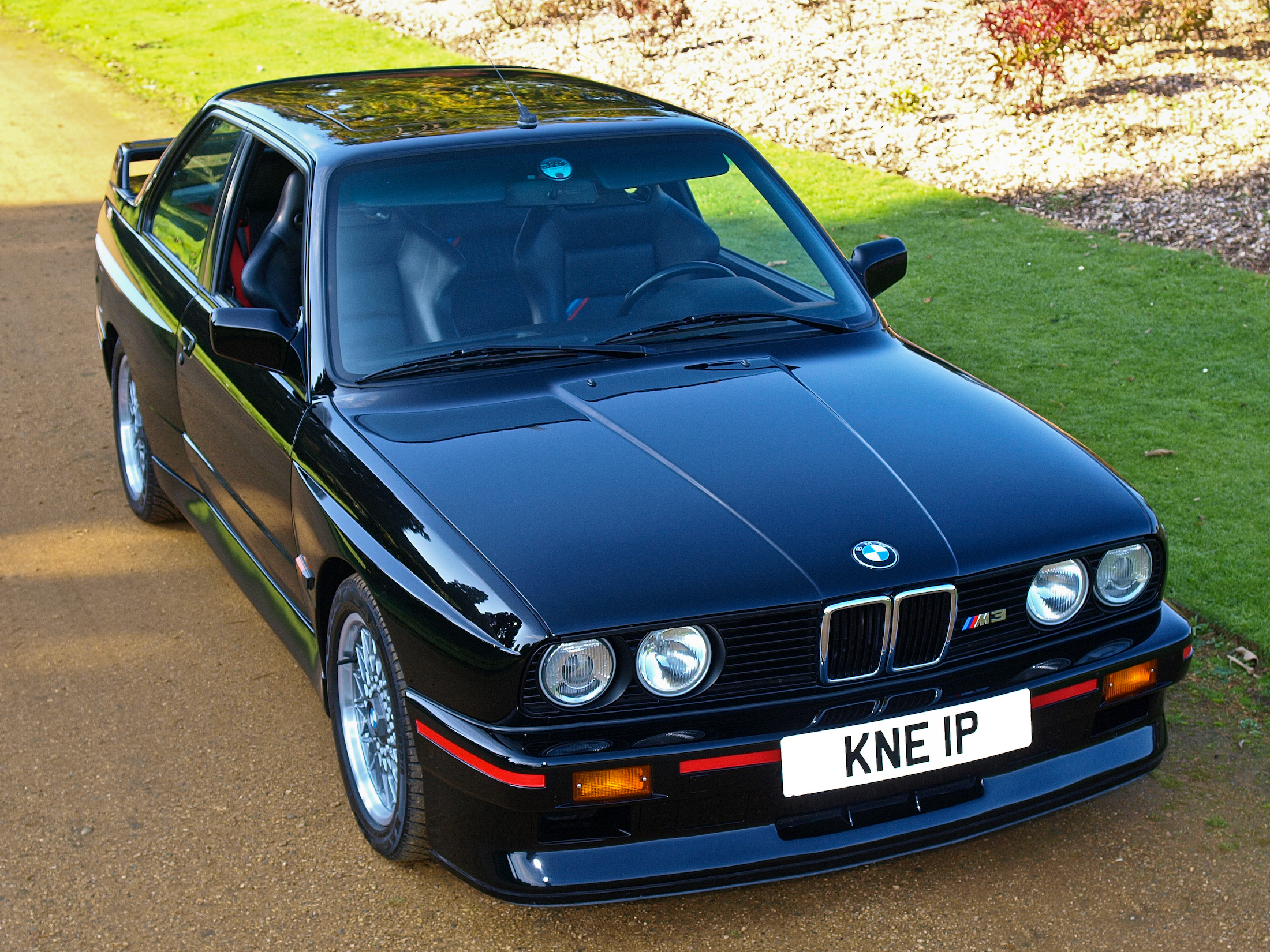
BMW M3 Sport Evolution (1990), Sondermodell
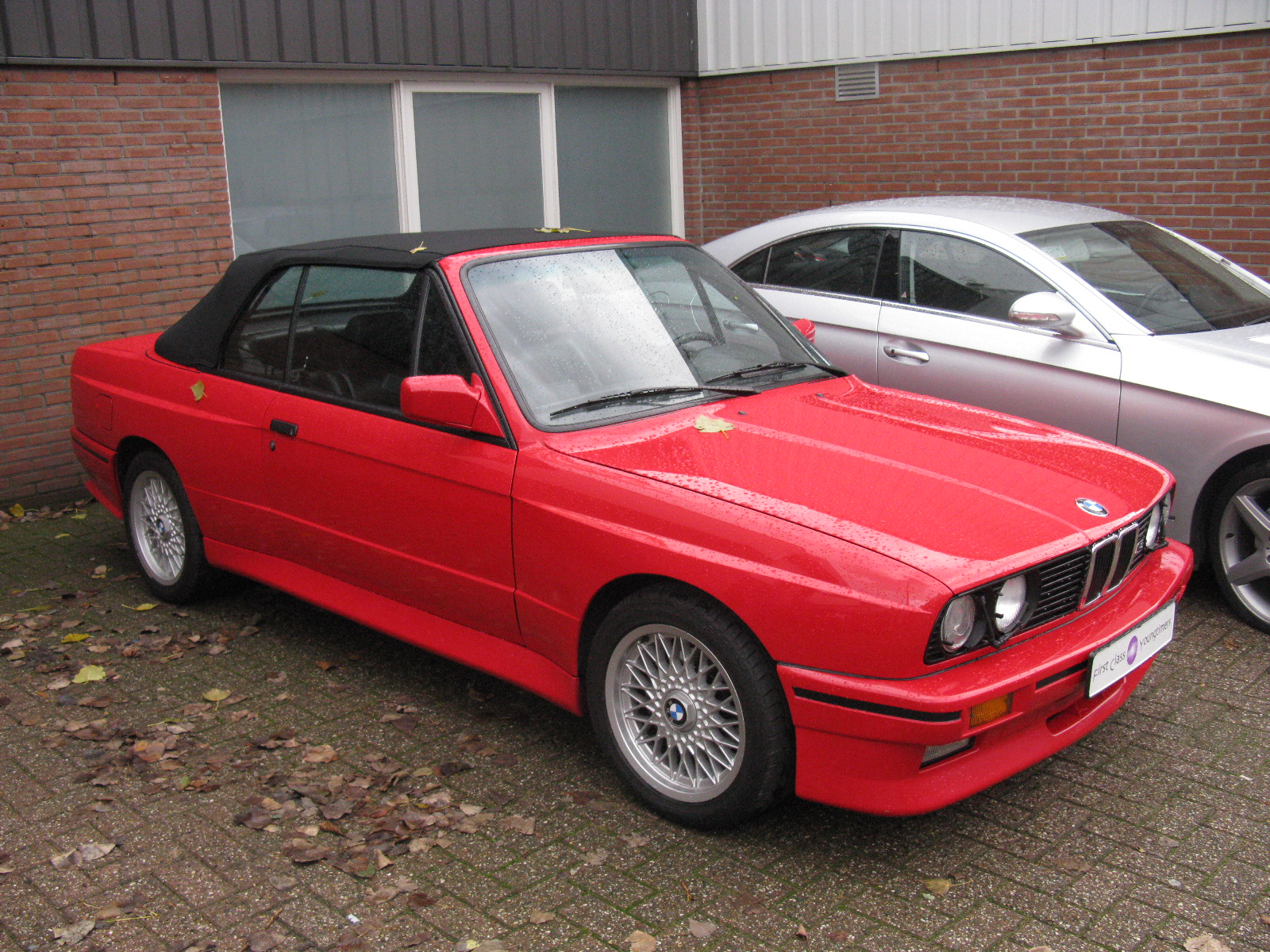
M3 Cabriolet, geschlossen
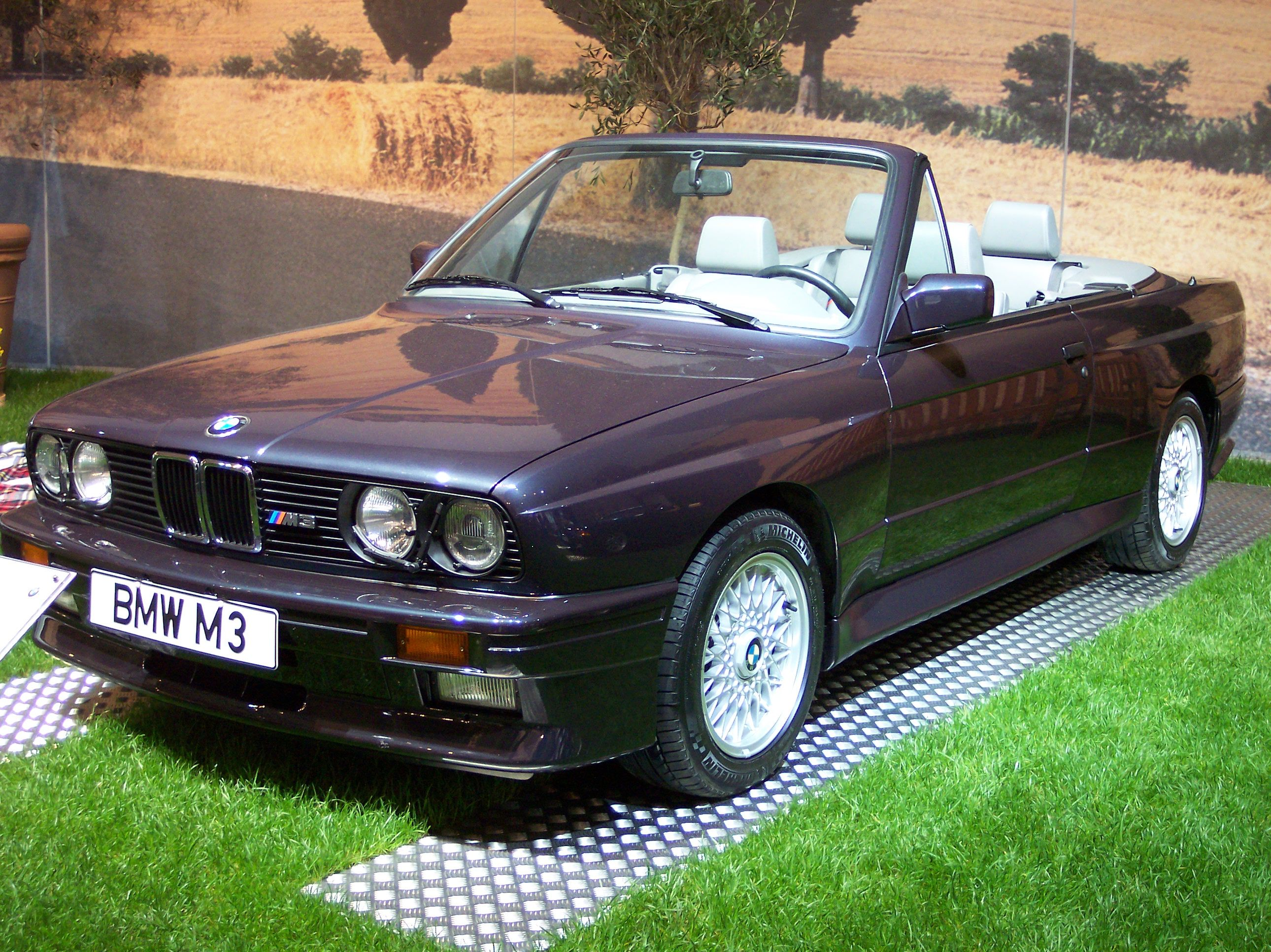
M3 Cabriolet: 786 Exemplare

### Technische Daten
|                                    | M3 Cabrio                | M3 (mit Kat.)            | M3 (ohne Kat.)           | M3 (mit Kat.)            | M3 Cabrio                |
| Baujahr                            | 05.1988–06.1991          | 02.1987–05.1989          | 02.1986–06.1989          | 06.1989–10.1990          | 06.1989–06.1991          |
| Motor                              | S14 B23                  | S14Z                     | S14 B23                  | S14 B23                  | S14 B23                  |
| Hubraum                            | 2302 cm³                 | 2302 cm³                 | 2302 cm³                 | 2302 cm³                 | 2302 cm³                 |
| Zylinder/Ventile                   | 4/16                     | 4/16                     | 4/16                     | 4/16                     | 4/16                     |
| Bohrung × Hub                      | 93,4 × 84 mm             | 93,4 × 84 mm             | 93,4 × 84 mm             | 93,4 × 84 mm             | 93,4 × 84 mm             |
| Verdichtung                        | 10,5:1                   | 10,5:1                   | 10,5:1                   | 10,5:1                   | 10,5:1                   |
| max. Leistung bei min−1            | 143 kW (195 PS) bei 6750 | 143 kW (195 PS) bei 6750 | 147 kW (200 PS) bei 6750 | 158 kW (215 PS) bei 6750 | 158 kW (215 PS) bei 6750 |
| max. Drehmoment bei min−1          | 230 Nm bei 4750          | 230 Nm bei 4750          | 240 Nm bei 4750          | 230 Nm bei 4600          | 230 Nm bei 4600          |
| Höchstgeschwindigkeit              | 228 km/h                 | 230 km/h                 | 235 km/h                 | 241 km/h                 | 239 km/h                 |
| Beschleunigung 0–100 km/h          | 7,3 s                    | 6,8 s                    | 6,7 s                    | 6,7 s                    | 7,3 s                    |
| Elastizität 80–120 km/h im 4. Gang |                          | 7,5 s                    | 7,1 s                    | 7,8 s                    | 8,4 s                    |
| Leergewicht                        | 1360 kg                  | 1200 kg                  | 1200 kg                  | 1200 kg                  | 1360 kg                  |

### Sondermodelle

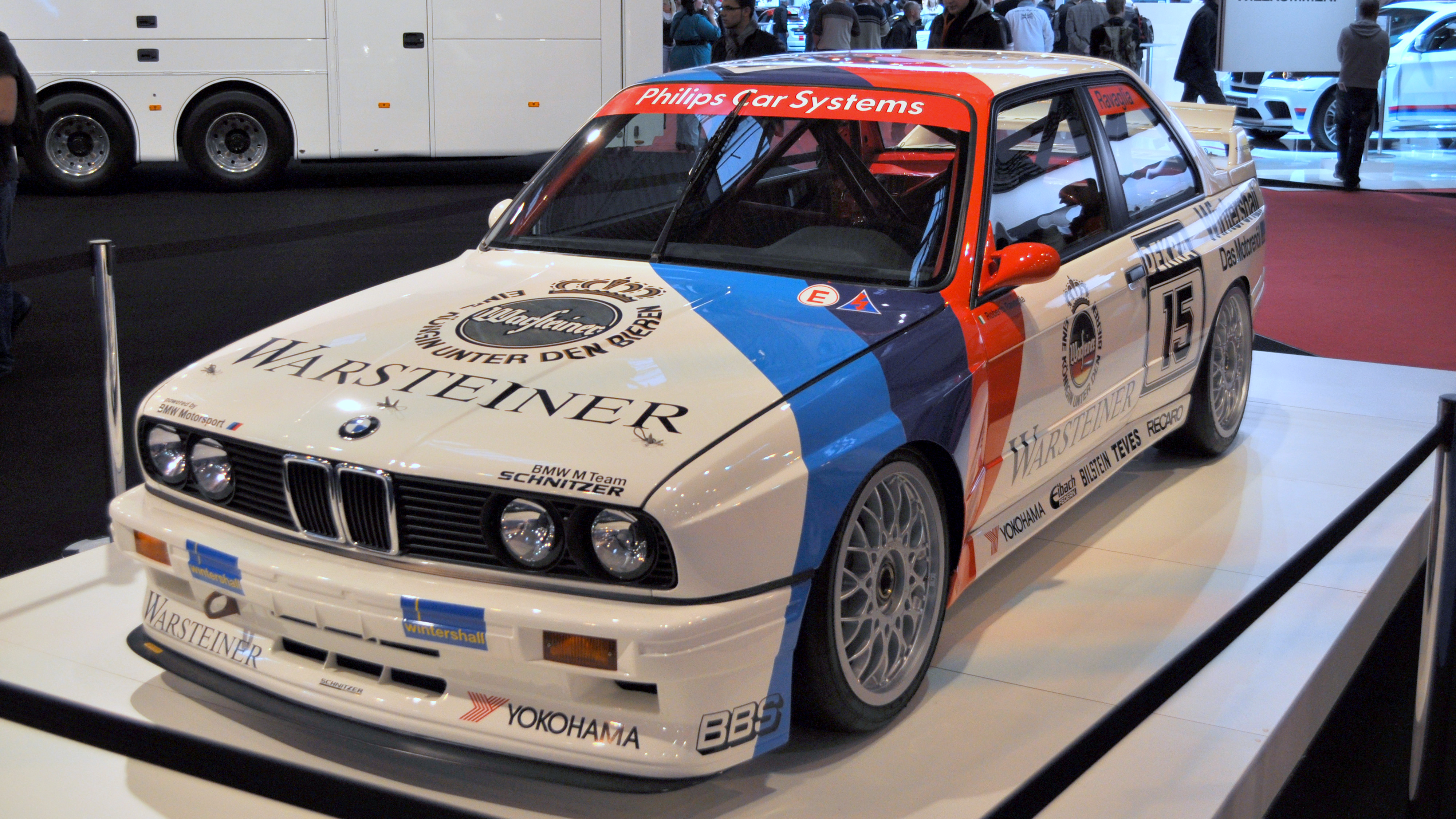
M3 als DTM-Meisterfahrzeug (1989)

- BMW M3 Europameister 143 kW (195 PS); 148 Stück (alle handsigniert von Roberto Ravaglia)
- BMW M3 Cecotto 158 kW (215 PS); 505 Stück (davon 25 Stück als Sondermodell Ravaglia)[2]
- BMW M3 Evolution II: 2,3-l-Vierzylinder-Reihenmotor (S14), 162 kW (220 PS); (limitiert auf 500 Stück, produziert von Oktober 1988 bis Oktober 1990)
- BMW M3 Sport Evolution: 2,5-l-Vierzylinder-Reihenmotor (S14), 175 kW (238 PS); (limitiert auf 600 Stück,[1] produziert von Januar bis März 1990)

Sämtliche Sondermodelle sind heute begehrte Sammlerobjekte. Exemplare des BMW M3 Sport Evolution in gutem Zustand etwa werden ab 375.000 Euro gehandelt.
Darüber hinaus gab es zwischen November 1987 und Dezember 1990 eine in nur 62 Exemplaren gebaute Version von Alpina mit der Bezeichnung B6 3.5 S, die als Basisfahrzeug den M3 nutzten, sowie den B6 3.5 (ohne S), die den 325i (anfangs auch den 323i) als Basisfahrzeug nutzen, die den deutlich überarbeiteten M30 BMW Sechszylinder verwendeten. (Alpina Motortyp B10/5, 3430 cm³, 187 kW/254 PS, 320 Nm).

### Produktionszahlen
| BMW M3 (EU-Modell) | 8661 |
| BMW M3 (US-Modell) | 4996 |
| BMW M3 Evolution | 505  |
| BMW M3 (EU-Modell mit 143 kW/195 PS)                                                                                       | 1519 |
| BMW M3 Evolution II (162 kW/220 PS)                                                                                        | 500  |
| BMW M3 Cabrio | 786  |
| BMW M3 Sport Evolution | 600  |
| BMW M3 Sport Evolution Cabrio                                                                                              | 3    |
| BMW M3 Europameister handsigniert von Roberto Ravaglia                                                                     | 148  |
| BMW M3 Cecotto (158 kW) davon 25 Stück als Sondermodell Ravaglia, die nach England gingen, 2 Nogarosilber und 23 Misanorot | 505  |
| BMW M3 Cecotto Schweiz Aufgrund abgastechnischer Bestimmungen auf 211 PS gedrosselt                                        | 50   |
| BMW M3 Alpina B6 3,5S (187 kW/254 PS, 3,5 l Sechszylinder) Kleinserie                                                      | 62   |

Quelle: